# Westel Woodbury Willoughby
Westel Woodbury Willoughby, född 20 juli 1867, död 25 mars 1945, var en amerikansk akademiker.
Willoughby var son till Westel Willoughby och Jennie Rebecca Woodbury. Fadern hade varit major i nordstatsarmén vid New Yorks frivilligkår och blev skadad i slaget vid Chancellorsville. Sonen (som för övrigt hade en tvillingbror) tog examen från Johns Hopkins-universitetet 1888 och blev filosofie doktor vid samma universitet 1891. Han sysslade främst med statsvetenskap, men eftersom detta ännu inte var erkänt som egen disciplin så tilldelades han sin doktorsgrad av två institutioner, historia och nationalekonomi. Willoughby gifte sig 1893 med Grace Robinson, som var dotter till en framstående advokat i Dubuque, Iowa. 
Efter att några år ha arbetat som advokat tillsammans med sin far började han 1898 arbeta på Johns Hopkins-universitetet. Detta lärosäte skapade den första institutionen för statsvetenskap på vilken Willoughby var den ende professorn, och han fortsatte att leda institutionen till sin död. Han deltog i skapandet av the American Political Science Association och blev sedermera dess tionde ordförande. Somliga har kallat honom den moderna statsvetenskapens fader p.g.a. hans omfattande författarskap. Han gav ut många böcker under sin karriär vid Johns Hopkins; den första, The Nature of the State kom 1898. Därefter etablerade han sig som en av de främsta auktoriteterna på konstitutionell rätt och USA:s högsta domtol.
Willoughby blev inbjuden som gästföreläsare i Kina när han svarade på en propå från kinesiska regeringen 1917 att assistera som en konstitutionell och juridisk rådgivare under ett år. Som ett resultat av detta arbete blev han en återkommande rådgivare till kinesiska regeringen, bl.a. vid internationella konferenser. Hans många skrifter om Kina och Japan och deras relationer före andra världskriget är klassiker som fortfarande används i undervisning.
Hans fru dog redan 1907 och Willoughby gifte aldrig om sig. Tillsammans med sin tvillingbror William Franklin Willoughby, också han en framgångsrik ekonom och statsvetare, köpte han en liten ö vid namn Endiang on Stoney Lake norr om Toronto där han och familjen tillbringade somrarna. Hans huvudsakliga hem fanns dock ända fram till slutet i Baltimore.